# Губернатор Таймырского (Долгано-Ненецкого) автономного округа
Губернатор Таймырского (Долгано-Ненецкого) автономного округа высшее должностное лицо бывшего субъекта России Таймырского автономного округа.
Последним губернатором округа был Олег Бударгин, 1 января 2007 года Таймырский и Эвеникийский автономные округа стали частью нового субъекта России — Красноярского края.

## Список губернаторов
| Место | Место | Фото | Имя                | Партия           | Срок полномочий                   |
| ----- | ----- | ---- | ------------------ | ---------------- | --------------------------------- |
|       | 1.    |      | Геннадий Неделин   | Наш дом — Россия | 18 ноября 1991 — 28 октября 2001  |
|       | 2.    |      | Александр Хлопонин | Единая Россия    | 21 февраля 2001 — 10 октября 2002 |
|       | 3.    |      | Олег Бударгин      | Единая Россия    | 26 января 2003 — 31 декабря 2006  |